# سفارة الأردن لدى إثيوبيا
سفارة الأردن لدى إثيوبيا هي البعثة الدبلوماسية للمملكة الأردنية الهاشمية لدى جمهورية إثيوبيا الفيدرالية الديمقراطية، وتقع بالعاصمة أديس أبابا.